# FRMCS
Das Future Railway Mobile Communication System (FRMCS) ist ein Kommunikationssystem für Schienenverkehrssysteme. Es wird vom Internationalen Eisenbahnverband (UIC) koordiniert und gemeinsam mit der Europäischen Union und wichtigen Unternehmen der westeuropäischen Eisenbahnindustrie entwickelt. FRMCS soll als Nachfolger von GSM-R dem Zugfunk sowohl für Sprach- als auch Datenkommunikation dienen. Es erweitert dabei das bisherige Kommunikationssystem von ETCS als sicherheitsrelevante Schnittstelle des fahrenden Systems zur festen Bahninfrastruktur sowohl um standardisierte zuginterne Kommunikation als auch um formalisierte Funktionen zur externen Infrastruktur.
Für die beabsichtigte Ablösung ist eine vollständige Neuentwicklung gewählt worden, die nicht abwärtskompatibel ist und das bestehende System ersetzt. Die Ursachen liegen in stark erweiterten Anforderungen seitens des European Rail Traffic Management Systems (ERTMS) wie automatischem Zugbetrieb (ATO) und erhöhter Netzwerksicherheit (Cybersecurity). FRMCS lässt dabei offen, welcher Mobilfunkstandard verwendet wird. Inzwischen zeichnet sich die Nutzung von 5G ab.
Hinsichtlich des OSI-Modells ist das neue System oberhalb von Ebene 4 anzusiedeln, da es ausschließlich paketorientierte Kommunikation nach Internetstandards (TCP/IP) verwendet. Zur Bereitstellung des Gesamtsystems musste aber sehr viel Arbeit im Bereich der Kommunikationsgeräte, der Funknetzstrukturen sowie der Bereitstellung von spektraler Bandbreite geleistet werden. Aufgrund der durchgehenden IP-Technik sind keine inhaltlichen Datenkonvertierungen zwischen den Kommunikationsendpunkten mehr notwendig und es werden sehr kurze Datenlaufzeiten erreicht.

## Geschichte
Die Weiterentwicklung des Eisenbahnbetriebsfunks war ein Kernthema der dritten Absichtserklärung der Europäischen Eisenbahnagentur zu ERTMS im April 2012. In den folgenden Jahren legte die ERA eine Reihe von Studien dazu vor. Im Rahmen eines Arbeitspakets des Shift2Rail-Projekts, das aus dem Programm Horizont 2020 der EU gefördert wurde, sollten Anforderungen gesammelt, Standards und Spezifikationen definiert, Geschäftsmodelle analysiert und letztlich Prototypen für Feldtests zur Verfügung gestellt werden. Die ERA erwartete eine Systemdefinition bis Ende 2018, die Reife für Erprobungsanwendungen ab 2021 sowie erste kommerzielle Anwendungen ab 2023.
Als Verwalter der GSM-R-Spezifikationen EIRENE (Europe Integrated Railway Radio Network Enhancement) und MORANE (Mobile Radio for Railway Networks in Europe) startete die UIC die Untersuchungen um FRMCS im Jahre 2015 in Zusammenarbeit mit der gesamten Eisenbahnbranche. Der Antrieb dazu war hauptsächlich die Abkündigung der bisherigen GSM-Funktechnik ab 2030 und die Ermittlung der Migrationsbedingungen für die Ablösung der westeuropäischen GSM-R-Installationen.
Nach ersten Übersichtsuntersuchungen legte die UIC ein strukturiertes Programm fest, um alle Aspekte der wichtigen Migration des Kommunikationsstandards im Eisenbahnsektor zu bedenken:
- Funktionsumfang von FRMCS mit den vermuteten Kommunikationsanforderungen für Modernisierung und Digitalisierung der Züge festlegen, welcher weit über den aktuellen von GSM-R hinausgeht;
- Spezifikationsmethoden: Findung und Festlegung von Benutzer-, funktionellen und Systemanforderungen;
- Standardisierungsstrategie: Einbindung der internen speziellen Anforderungen in vorhandene Mobilfunk-Normierungsprozesse (3GPP) durch aktive Beiträge des Eisenbahnsektors in den Normierungsgruppen SA1, SA2 und S6 mit ständiger Unterstützung des Europäischen Institutes für Telekommunikationsnormen (ETSI) TC-RT (Technical Committee for Rail Telecommunications);
- Spectrum-Strategie und Unterstützung von ad-hoc-Netzen in CEPT- / ECC-Gruppen: Die Erweiterung der digitalen Anwendungsbereiche von FRMCS wird weitere spektrale Bandbreite erfordern.
- Definition einer neuen Telecom On-Board Architecture (TOBA): Zusammenfassendes Funkgerät für alle Außenkommunikationsverbindungen der betrieblichen Dienste des Zuges
- Prüfung verschiedener Migrationsszenarien: Auswirkungen und technische Vorschläge für Eisenbahnbetreiber;

2016 lag eine User Requirements Specification für FRMCS vor.
Ende 2020 war FRMCS in einem Stadium, in dem
- die User Requirements Specification (URS) für eine erste Version (FRMCS V1) stabilisiert wird,
- die Functional Requirements Specification (FRS) und
- die System Requirements Specification (SRS) in einem vorläufigen Zustand sind,
- nach Review durch ETSI TC-RT die kompletten Listen für die Anwendungsfälle und für die Standardisierung entsprechend FRMCS V1 in den 3GPP-Prozess für die Aufnahme in die Releases 16 und 17 eingereicht worden sind.[5] Anforderungen der Eisenbahnen flossen sukzessive in die 3GPP-Releases 16, 17 und 18 ein. Die Arbeit an Release 19 war Mitte 2023 im Gang.[6]

Im Februar 2020 erschien die implementierungsunabhängige Anforderungsspezifikation der Benutzer an FRMCS in Version 5.0.0.
Dabei gibt es drei Meilensteine:
- Praktische Überprüfung der technischen, funktionalen und Systemelemente von FRMCS V1 zusammen mit wichtigen Telekommunikationslieferanten, um nach Anpassungen und Justierungen eine betriebsfähige Spezifikation zu erhalten;
- Lieferung einer abgeschlossenen FRMCS-V1-Spezifikation an die Europäische Eisenbahnagentur (ERA), die Ende 2022 in die TSI-ZZS-Revision aufgenommen werden kann;
- Schaffung aller Voraussetzungen zur Vorbereitung von praktischen FRMCS-Betriebserprobungen, die vor der produktiven Einführung 2025 notwendig sind.

Im November 2020 wurde das Projekt „5G Rail“ gegründet, das bis 2023 abgeschlossen werden soll.
Mit Entscheidung vom 20. November 2020 beschloss das Electronic Communications Committee der CEPT, das gepaarte Frequenzband 874,4–880,0 und 919,4–925,0 MHz und das ungepaarte Frequenzband 1900–1910 MHz für Eisenbahnen in Europa als Railway Mobile Radio (RMR) bereitzustellen. RMR beinhaltet dabei GSM-R und Nachfolgesysteme wie FRMCS. Mit Beschluss vom 28. September 2021 verpflichtet die Europäische Kommission die Mitgliedsstaaten, bis zum 1. Januar 2022 die gepaarten Frequenzbänder 874,4–880,0 MHz und 919,4–925,0 MHz sowie, ab 1. Januar 2025, das ungepaarte Frequenzband von 1900 bis 1910 MHz für Bahnmobilfunk auszuweisen.
Ein Bündel von fünf Spezifikationen (in Version 1.0) zur Aufnahme in die TSI wurde Ende 2022 fertiggestellt. Seitens der UNISIG wurden vier Subsets der ETCS-Spezifikation entwickelt bzw. weiterentwickelt, unter anderem um den ETCS-Teil unabhängig von Änderungen am Anteil zur Telekommunikation zu machen. Die im September 2023 bekanntgemachte Neufassung der TSI ZZS (Verordnung (EU) 2023/1695) enthält eine Schnittstelle zu FRMCS (“FRMCS Readiness”). Der Fokus dieser TSI liegt auf einer FRMCS-Vorbereitung, sodass FRMCS später ohne wesentliche Änderung umgesetzt werden können soll. Ein Standard der ETSI sollte bis Ende 2022 vorliegen.
Eine zweite Version der FRMCS-Spezifikation wurde für das 3. Quartal 2024 vorgesehen, mit dem Ziel, dass die ERA im Rahmen einer „technical opinion“ diese im 4. Quartal 2024 in Kraft setzt. Darin sind alle notwendigen Funktionen von FRMCS für die Anwendungen Sprache, ETCS und ATO (GoA 1 und 2) ebenso enthalten wie alle Anforderungen aus der Interoperabilität in der EU. Hierbei flossen Erfahrungen aus 5GRail ein und FRMCS wurde hinreichend spezifiziert, um das Industrieprojekt „Morane 2“ zu beginnen. Im Rahmen dieses Projekts wurde auch vorgesehen, unter anderem Prototyp-Hardware in Labor- und Feldtests zu prüfen.
Mit der geplanten dritten Version der FRMCS-Spezifikation, die Ende 2026 zur Verfügung stehen und Mitte 2027 in Kraft gesetzt werden soll, soll schließlich die Pilotierungs- und Anwendungsreife erreicht werden.
Die Europäische Union unterstützt ein Projekt 5GRail zur Validierung der FRMCS-Spezifikationen, für die die Prototypen sowohl für das strecken- als auch das fahrzeugseitige System entwickelt und getestet werden sollen. Darin sind neben der UIC (als Koordinator) und UNIFE auch mehrere Infrastrukturbetreiber (DB, SNCF, SBB, ÖBB, IP, NS), Lieferanten (Nokia, Kontron, Alstom, Thales, Siemens, CAF und Teleste) sowie Forschungszentren und Universitäten aus Frankreich und Dänemark beteiligt.

## Einführung und Migration
Für die Migration von GSM-R zum FRMCS wird ein zeitweiliger Parallelbetrieb beider Systeme als notwendig erachtet. Die Einführung von FRMCS soll allein in Europa schätzungsweise 25 Milliarden Euro kosten. Durch die geplante Verwendung des Frequenzbereichs bei 1900 MHz sind zusätzliche Funkstandorte erforderlich.

In der Schweiz soll FRMCS bis 2035 GSM-R ablösen. Dabei sollen die GSM-R-Standorte möglichst weiterverwendet werden. Das FRMCS-Netz sollte ab 2022 aufgebaut werden. Das Netz soll ca. 3800 km sowie bis zu 3500 Standorte für GSM-R und/oder FRMCS umfassen. Laut Angaben von Anfang 2023 sind 1800 Antennenstandorte für FRMCS geplant, die auch von den drei öffentlichen Mobilfunknetzbetreibern mit benutzt werden sollen. Aufgrund geringerer Reichweiten seien mehr Antennenstandorte als bisher erforderlich. Es werden verschiedene Ausrüstungsszenarien untersucht, darunter die Nutzung eines privaten Netzes oder eine Mischlösung von bahneigenem und einem öffentlichen Mobilfunknetz. Auf dieser Grundlage soll eine Ausschreibung erfolgen.

Die Deutsche Bahn plant, FRMCS zwischen 2026 und 2035 einzuführen. Dabei soll ab etwa 2027 eine Betriebserprobung laufen. Zur Versorgung von ca. 33.000 Streckenkilometern waren im Endausbau zunächst zwei zentrale Standorte, etwa 50 regionale Standorte und etwa 9.000 Antennenstandorte geplant. FRMCS soll zunächst parallel zu GSM-R betrieben werden. Ein Roaming mit öffentlichen Mobilfunkanbietern ist geplant. Zunächst soll FRMCS bei 1.900 MHz betrieben und mit voranschreitender Migration zunehmend auch bei 900 MHz eingeführt werden. Durch die Nutzung beider Bänder soll im Endzustand ausreichend Bandbreite für Anwendungen wie ATO und automatisiertes Störungsmanagement bereitstehen. Als Grundlage für das FRMCS-Netz soll ein bahnbetriebliches IP-Netz auf der Grundlage von Lichtwellenleitern aufgebaut werden. Das Unternehmen kündigte Ende 2021 an, eine branchenweite FRMCS-Arbeitsgruppe zu bilden, die im Frühjahr 2023 ihre Arbeit aufgenommen hatte. Die Gruppe legte im November 2023 einen 50-seitigen Bericht vor. Die DB rechnet damit, GSM-R noch bis zu 2035 zu betreiben. Anforderungen zu FRMCS sollen im Übrigen in das betriebliche Zielbild eingearbeitet werden. Inzwischen (Stand: 2024) sind rund 20.000 Masten für FRMCS geplant. Ein im Juli 2024 bekannt gewordener Entwurf einer aktualisierten Studie zur flächenhaften Einführung der Digitalen Schiene Deutschland sieht für FRMCS Infrastrukturkosten von 6 Milliarden Euro vor, die aus der Leistungs- und Finanzierungsvereinbarung und dem Bedarfsplan der Bundesschienenwege finanziert werden sollen. Für den Pfaffensteigtunnel, der Ende 2032 in Betrieb gehen soll, wird eine reine FRMCS-Ausrüstung und GSM-R nur noch als Rückfalllösung geplant.

Die französische SNCF beauftragte 2023 Frequentis, ein Bahnfunksystem für das gesamte französische Netz zu entwickeln und bis 2030 einzuführen. Zusätzlich wurde Wartung bis zum Jahr 2036 bestellt. Unter anderem sollen über 3600 feste Endgeräte und bis zu 40.000 mobile Nutzer eingerichtet werden. Damit soll der Weg für die Umstellung auf FRMCS bereitet werden.
FRMCS über öffentlichen Mobilfunk wird in Finnland getestet. Über ein Multi-Path Management soll das jeweils beste der drei öffentlichen Mobilfunknetze genutzt und zwischen den Trägern (aus Sicht der Anwendung) nahtlos gewechselt werden. Nach Planungen von 2021 sollte ein Labor ab 2022 zur Verfügung stehen, eine Teststrecke 2024. An die Erprobung auf der rund 190 km langen, eingleisigen Strecke, bei der noch eine Vorabversion von FRMCS zum Einsatz kommen soll, soll sich die flächenhafte Einführung zwischen 2028 und 2040 anschließen. Drei öffentliche Mobilfunkanbieter decken das 6000 km lange Netz nahezu lückenlos ab. Die Züge sollen priorisierte SIM-Karten mit einer garantierten Datenrate von 50 Kilobyte pro Sekunde erhalten. Inzwischen sind Testfahrten über das gesamte, 6000 km lange Netz erfolgt, bei denen eine ETCS-Kommunikation (mit 5 kBit/s) gleichzeitig über alle drei Netze simuliert und weitere Parameter erhoben wurden. Dabei wurden alle sieben Bänder des öffentlichen Mobilfunks genutzt, soweit Latenz, Jitter und Bandbreite innerhalb akzeptabler Grenzen lagen. In den verschiedenen Testfällen kamen 99,77 bis 100 Prozent der mehreren hunderttausend verschickten Datenpakete innerhalb der vorgegebenen Zielwerte an. Teilweise wählte der Router das beste verfügbare Netz aus, teilweise wurden alle Pakete mit allen drei Modems über alle drei Netze parallel übertragen, womit bessere Werte (wenigstens 99,98 Prozent) erreicht wurden. Für diese Multipath-Lösung soll zukünftig entweder Multipath TCP oder Multipath QUIC verwendet werden. Mit Ausnahme von fünf Stellen in der Nähe der russischen Grenze wurde eine ausreichende Abdeckung und Kapazität (mit wenigstens 50 kBit/s für mehrere parallele ETCS-Verbindungen) gemessen. Finnland hatte sich bereits 2015 entschieden, sein GSM-R-Netz abzuschalten und vorübergehend ein TETRA-Netz zu nutzen, um anschließend auf FRMCS zu wechseln, das ab 2022 kommerziell verfügbar sein sollte.
In Spanien gilt FRMCS als eine Möglichkeit, funkbasiertes ETCS auf Nahverkehrsstrecken zum Einsatz zu bringen.

### Erprobung

#### Deutschland

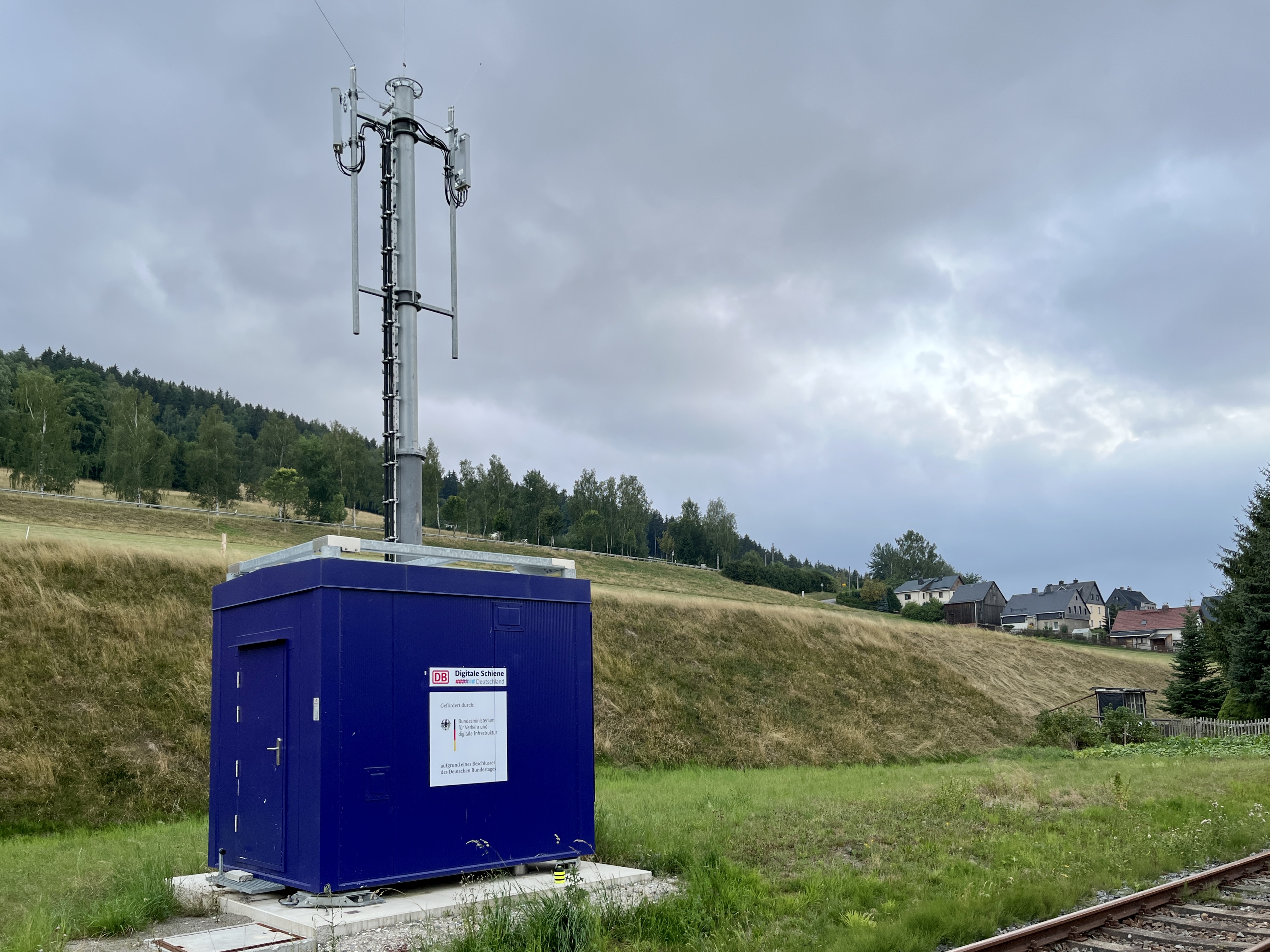
5G-Funkstation im Bahnhof Markersbach (2022)

In einem Testfeld im Erzgebirge testen die Technische Universität Chemnitz und die DB Techniken zur Digitalisierung und Automatisierung des Schienenverkehrs unter realen Bedingungen. Dort wurden ab 2021 auch neue Mehrantennen-Funkverfahren (MIMO, Coordinated Multi-Point, Beamforming) mit LTE erprobt. Ergebnisse, die auch in die laufende FRMCS-Standardisierung einfließen sollen, wurden 2022 veröffentlicht. Entlang der 25 km langen Strecke wurden schrittweise 22 4G- bzw. 5G-Mobilfunkstationen in Betrieb genommen. Das Vorhaben wird durch das Bundesministerium für Digitales und Verkehr (BMDV) mit 18 Millionen Euro gefördert. Im Februar 2024 wurden erste FRMCS-Tests „unter Realbedingungen“ angekündigt. Das Projekt „5G-RACOM“ (“5G for Resilient and Green Rail Communications”) untersucht im Testfeld Erzgebirge Lösungen für hybride FRMCS-Netzwerke, in welchen der Bahnbetriebsfunk durch öffentlichen Mobilfunk ergänzt wird, z. B. als Rückfallebene oder zur Erhöhung der Kapazität. Es werden verschiedene Multipath-Ansätze für den parallelen Betrieb unter Erfüllung der Qualitätsanforderungen des Bahnbetriebs evaluiert.
Das BMDV fördert ferner das Projekt „Gigabit Innovation Track“, in dessen Rahmen ein „zukunftsorientiertes Gigabit-Ökosystem am Gleis, welches sowohl 5G-Vorgaben als auch (…) (FRMCS)-Anforderungen in Aufbau und Betrieb gerecht wird“ gestaltet werden soll, mit 12,7 Millionen Euro. Auf einem zehn Kilometer langen Abschnitt der Bahnstrecke Parchim–Neubrandenburg wurden 13 Funkmasten unterschiedlicher Bauart aufgestellt und verschiedene Radio Units und Antennen für Mobil- und Bahnfunk erprobt. Testfahrten waren ab Frühjahr 2024 geplant, die Ergebnisse sollten bis Ende 2024 vorliegen. Das Vorhaben wird inzwischen unter dem Titel GINT XT fortgeführt.
Im Rahmen des „Hochleistungskorridor“-Projektes sollen an der Berlin-Hamburger Bahn 265 Masten und 30 Systemtechnik-Container (BBU-Hotels) errichtet werden, die sowohl durch öffentliche Mobilfunkanbieter als auch für FRMCS genutzt werden können. Inwieweit diese Maste, entsprechend einer im Oktober 2024 unterzeichneten Absichtserklärung, tatsächlich durch öffentliche Mobilfunkanbieter (mit) genutzt werden, ist offen. Darüber hinaus sollen auf der Strecke noch 27 weitere, 15 bis 30 m hohe Masten zur Verbesserung von GSM-R entstehen.
Die Bundesrepublik Deutschland plante 2022 ferner, einen internationalen 5G/FRMCS-Pilotkorridor mit 15 Millionen Euro zu fördern. Für die „Vorbereitung des Rollouts von FRMCS“ einschließlich der „Errichtung einer ersten Pilotstrecke zur Unterstützung der FRMCS‐Produktzulassung und um die für das deutsche Netz optimale Rolloutstrategie zu entwickeln“ rechnet der Bund mit Ausgaben von 180 Millionen Euro.

#### Schweiz
Die SBB planen, 5G auf der Bahnstrecke Bern–Thun zu erproben. Dazu sollen 43 Antennenstandorte aufgebaut werden. Zwei Plangenehmigungsverfahren dafür beginnen im Frühjahr 2024.

#### Tschechien
Die tschechische Správa železnic schrieb im Februar 2023 eine 5G/FRMCS-Implementierungsstudie für die Strecke zwischen dem tschechischen Brno und dem slowakischen Bratislava aus, die im November 2023 vergeben wurde.

## Technik

### Funknetz
Die FRMCS-Spezifikation sieht ein eigenständiges 5G-Mobilfunknetz in den bahnspezifischen Frequenzbändern bei 900 MHz und 1900 MHz in der EU vor. In 5G ist eine Mindestbreite eines Trägers von 5 MHz vorgesehen.
FRMCS setzt eine Datenübertragung mit durchgehender IP-Technik voraus. Das ermöglicht auch den Ausbau und die Inbetriebnahme in bestehenden 4G-LTE-Netzen, die als öffentliche Mobilfunknetze eine weite Verbreitung haben und für die eine breite Gerätebasis vorhanden ist.
In den Frequenzbereichen 874,4-880,0 MHz (für die Übertragung vom Endgerät zum Festnetz) und 919,4-925,0 MHz (für die Übertragung von der Festnetzstation zum Endgerät) wird der Frequenzduplex verwendet. Die Bandbreite von 2×5,6 MHz ist ein traditioneller Funkbereich für die Eisenbahn, der aber bisher vom 3GPP-Standard ausgenommen war. Deshalb gibt es nur ein eingeschränktes Produktangebot dafür. 
Der bisher häufig genutzte Mobilfunkbereich 1900 bis 1910 MHz (im LTE-Band 39/n39 von 1880 bis 1920 MHz) wird im bidirektionalen Zeitduplex betrieben. Er war bisher bereits Gegenstand der 3GPP-Norm und die meisten normalen Mobilfunkgeräte, eingeschlossen die Festnetzstationen, unterstützen bereits das LTE-Band 39. Damit hat man im Bereich des neuen Frequenzspektrums eine große Auswahl an Geräten. Großausrüster schlagen vor, für die Migrationszeit den unteren Frequenzbereich für GSM-R zu belassen und im neuen Spektrum schnell einen Nutzen mit der etablierter Technik zu schaffen.
Für nachfolgende Versionen ist vorgesehen, FRMCS auch über bahnfremde Zugangsnetze (öffentliche Mobilfunknetze) zu ermöglichen.

### Fahrzeugausrüstung
Telecom On-Board Architecture (TOBA): Zusammenfassendes Funkgerät für alle Außenkommunikationsverbindungen der betrieblichen Dienste des Zuges.
Bei der Fahrzeugnachrüstung für den Digitalen Knoten Stuttgart war FRMCS Gegenstand einer Innovationskooperation. FRMCS ist dabei eine Voraussetzung, um Fördermittel des Bundes zu erhalten. 333 Triebzüge sollten im Rahmen ihrer ETCS-Ausrüstung bis 2024 für FRMCS vorbereitet und von etwa 2025 bis etwa 2027 damit ausgerüstet werden. Auch 130 neue Doppelstock-Regionaltriebzüge sollen entsprechend ausgerüstet werden. Zwar werde mit einer stabilen und anwendungsreifen Spezifikation nicht vor Ende 2026 gerechnet, gleichwohl seien wesentliche Eckpunkte des Funksystems im DB-Netz (wie 5G als Grundlage und Frequenzbänder) bereits zur Vergabe hinreichend genau bekannt gewesen, um die FRMCS-Ausrüstung mit auszuschreiben und zu vergeben. Damit soll die Zeit für spätere Inbetriebnahme der Ausrüstung auf wenige Tage oder eine Woche verkürzt werden. Den Vorteilen der frühen Ausrüstung und Synergieeffekten stünden Restrisiken durch verbleibende Unsicherheiten gegenüber, beispielsweise einer Überdimensionierung (z. B. Zahl der notwendigen Antennen) oder nachträglichen Änderungen an der Hardware. Dabei soll ein FRMCS-Gateway und Filter integriert und eine aktualisierte Software eingespielt werden. FRMCS zählt dabei zu einer Reihe von Techniken und Funktionen, die in der Serienausrüstung gegenüber einer möglichst einfachen ETCS-Ausrüstung zu Mehrkosten von etwa zehn Prozent führen, wobei ein Großteil jener zehn Prozent auf ATO entfällt. Die Kosten der Serienausrüstung werden damit mit insgesamt etwa 350.000 Euro je Triebzug beziffert. Im Rahmen des Nachrüstprojekts wurden auch ein Lasten- und ein Pflichtenheft für die FRMCS-Fahrzeugausrüstung entwickelt. FRMCS-Antennen waren Anfang 2023 eingebaut. Durch die FRMCS-Ausrüstung von wenigstens etwa drei Viertel der im Knoten Stuttgart erwarteten Züge bestünden Potenziale für eine vereinfachte Funkinfrastruktur. Beispielsweise könne die Perspektive für FRMCS dazu führen, GSM-R für ETCS nur noch bedingt auszubauen, bei vollständiger Fahrzeugausrüstung GSM-R direkt durch FRMCS zu ersetzen.
Auch 130 neue Regionaltriebzüge für den Knoten Stuttgart werden schrittweise mit FRMCS ausgerüstet. Bei der Ausschreibung von 20 bis 30 Ersatzfahrzeugen für den DKS bestanden ebenfalls Anforderungen an FRMCS. Diese Mitte 2023 beauftragten Siemens-Mireo-Triebzüge sollen bis 2030 mit FRMCS ausgerüstet werden. Auch für mindestens 120 elektrische und batterieelektrische Fahrzeuge, die ab 2029 in Baden-Württemberg eingesetzt werden sollen, wurde eine FRMCS-Ausrüstung ausgeschrieben und von allen Bietern zugesagt. Erstmals soll dabei möglichst eine direkte (einstufige) Ausrüstung bereits ab dem 2030 geplanten Betriebsbeginn, umgesetzt werden. Bei der Nachrüstung von Nebenfahrzeugen soll FRMCS vorbereitet, aber noch nicht umgesetzt werden. Das Land Baden-Württemberg wirbt für eine koordinierte Ausrüstung von ETCS und FRMCS, um eine mehrfache Ausrüstung von Fahrzeugen zu vermeiden.
Im September 2021 schrieb DB Cargo die Ausrüstung von mindestens 32 Lokomotiven der Baureihe 189 mit der Vorrüstung einer Option für FRMCS aus, um dieses ab 2026 zu nutzen.
Bei einer Ausschreibung zur Ausrüstung von Lokomotiven der Baureihe 186 sind mindestens FRMCS-Vorleistungen zu erbringen.
Bei der Ausschreibung von Neufahrzeugen für die S-Bahn Köln wird eine modulare Architektur des Zugfunks gefordert, die die Integration neuer Mobilfunkstandards wie FRMCS zulässt.

## Nutzen
Im ETCS-Betrieb kann FRMCS durch gegenüber GSM-R verkürzten Laufzeiten zu einer erhöhten Fahrwegkapazität beitragen. Die Deutsche Bahn rechnet mit einer Verkürzung der zur Übertragung einer ETCS-Fahrterlaubnis anzusetzenden Zeit von 1,8 s (mit GSM-R) auf 0,1 s. Kurze Übertragungszeiten könnten auch zu einer Vereinfachung der Haltfallbewertung mit ETCS beitragen.